# Софија Коча
Софија Николајевић (Осијек, 31. мај 1861 — 31. јануар 1942, Земун) била српски писац прозе (романа), учитељица, наставница, гувернанта  и хуманитарна радница.

## Живот и каријера
Рођена је у Осијеку у српској породици. Након удаје, за пореског чиновника Александра Кочу, са супругом и децом живела је у Осијеку, Карловцу, Иригу и Винковцима.
После развода 1906. година, сама је води бригу о седморо деце. Преминула је у Земуну 1942. године.

## Дело
Осим што је на српском језику писала и објављивала прозна дела (у сопственим издањима), Софија Коча је била приватна учитаљица немачког језика и неговатељица болесника.
Интензивно се бавила и мисионарским радом. Захваљујући коме је сакупљен новчани прилог неопходан за изградњу православне цркве у Ројчу (Словенија).